# Spessartskopf
Der Spessartskopf ist ein 552,3 m ü. NHN hoher Berg im Odenwald, bei Wahlen im Landkreis Bergstraße und Odenwaldkreis in Hessen.

## Geographie

### Lage
Der Spessartskopf erhebt sich im Geo-Naturpark Bergstraße-Odenwald. Sein Gipfel liegt 1,4 km südöstlich von Wahlen, einem Ortsteil der Gemeinde Grasellenbach, deren Kernort sich 2,5 km nordnordwestlich befindet. 1,9 km südwestlich liegt der Wald-Michelbacher Ortsteil Affolterbach, 2,8 km ostnordöstlich der Mossautaler Ortsteil Güttersbach und 3 km südsüdöstlich der Oberzenter Ortsteil Olfen. 
Westlich vorbei am Spessartkopf fließt der Ulfenbach, und auf seiner Ostflanke entspringt der Finkenbach. Auf dem Nordhang des Berges befindet sich ein Siegfriedbrunnen, eine der vielen Quellen im Odenwald, an denen Siegfried der Sage nach von Hagen von Tronje ermordet worden sein soll.

### Naturräumliche Zuordnung
Der Spessartskopf gehört in der naturräumlichen Haupteinheitengruppe Odenwald, Spessart und Südrhön (Nr. 14), in der Haupteinheit Sandstein-Odenwald (144) und in der Untereinheit Zentraler Sandsteinodenwald (144.6) zum Naturraum Wegscheidekamm (144.65). Seine Landschaft fällt nach Südosten in den Naturraum Südlicher zertalter Sandsteinodenwald (144.60) ab.

### Berghöhe und -kuppen
Der Spessartskopf hat zwei Kuppen: eine Nord- (⊙; 547,8 m) und eine Südkuppe (⊙; 552,3 m). Letztere weist den auf der Grenze von Grasellenbach und Wald-Michelbach gelegenen Berggipfel auf, und an diese schließt sich im Südosten der 526,4 m hohe Sporn der Affolterbacher Höhe an.

## Schutzgebiete
Bis auf die Ostflanke des Spessartskopfs reichen Teile des Naturschutzgebiets Rotes Wasser von Olfen (CDDA-Nr. 82448; 1980 ausgewiesen; 12,09 ha groß). Dort befinden sich auch solche des Fauna-Flora-Habitat-Gebiets Rotes Wasser von Olfen mit angrenzenden Flächen (FFH-Nr. 6319-301; 20,18 ha).